# Febre do Rato
Febre do Rato é um filme brasileiro lançado em 2011 dirigido pelo diretor Cláudio Assis. O título "Febre do rato" é uma expressão popular de Recife para se referir a alguém que está fora de controle.

## Enredo
Febre do rato é uma expressão típica do Nordeste, que significa estar "fora de controle".
Se aplica ao personagem principal, Zizo, um poeta anarquista que publica um jornal que tem o mesmo nome que o filme. Zizo se interessa por Eneida, que o rejeita.

## Elenco
- Irandhir Santos como Zizo
- Nanda Costa como Eneida
- Matheus Nachtergaele como Paizinho
- Tânia Granussi como Vanessa
- Maria Gladys como Stella Maris
- Mariana Nunes como Rosângela
- Juliano Cazarré como Boca
- Ângela Leal como Marieta
- Johnny Hooker como Tito
- Hugo Gila como Bira
- Vitor Araújo como Oncinha
- Conceição Camarotti como Dona Anja

## Prêmios
O filme venceu em 8 categorias no Festival de Festival Paulínia de Cinema de 2011.
- Melhor Filme (Pelo júri oficial e pela crítica)
- Melhor Ator - Irandhir Santos
- Melhor Atriz- Nanda Costa
- Melhor Fotografia- Walter Carvalho
- Melhor Montagem- Karen Harley
- Melhor Direção de Arte- Renata Pinheiro
- Melhor Trilha Sonora- Jorge Du Peixe

## Produção
O filme foi projetado em 2003 nas filmagens de Amarelo Manga. Em 2005 o roteiro foi apoiado por um Fundo Hubert Bals, do Festival de Rotterdam, na Holanda. As cenas de nudez gravadas na rua, foram interrompida por policiais.